# Борис (Лентовский)
Борис (в миру Влади́мир Ива́нович Ленто́вский; 24 июля 1857, Краснослободск, Пензенская губерния — 2 сентября 1923, Пенза) — деятель обновленчества, до 1922 года — епископ Русской православной церкви, епископ Пензенский и Саранский. Член IV Государственной Думы.

## Биография
Родился в семье священника, удостоенного в 1882 году потомственного дворянства.
В 1867—1871 годы учился в Краснослободском, потом в Пензенском духовном училище. Окончил Пензенскую духовную семинарию (1877).
В 1881 году Окончил Казанскую духовную академию со степенью кандидата богословия.
Служил преподавателем Смоленской духовной семинарии.
В 1892 году рукоположён в сан иерея и назначен законоучителем Пензенской мужской гимназии, настоятелем гимназической Александро-Невской церкви.
В 1898 году возведён в сан протоиерея; 6 мая 1908 года награждён орденом св. Владимира III ст. 
В 1910 года назначен настоятелем  Спасского кафедрального собора Пензы вместо протоиерея Григория Соколова, которого Синод избрал викарным епископом.
Председатель епархиального попечительства о бедных духовного звания, член совета Иннокентиевского просветительского братства года Пензы, член духовного цензурного комитета.
Член IV Государственной Думы от Пензенской губернии. В Думе состоял членом комиссии по старообрядческим делам и народному образованию. Член «Русского собрания» (1913).
Выехавший 2 октября 1917 года в Москву на Поместный Собор временно управляющий Пензенской епархией епископ Краснослободской Григорий (Соколов) передал управление епархией, за исключением некоторых дел, «Соединенному Присутствию Епархиального Совета и Духовной Консистории, под председательством Кафедрального Протоиерея Владимира Лентовского».
В 1918 году епископом Пензенским и Саранским Иоанном (Поммером) переведён из кафедрального собора настоятелем Рождественской церкви города Пензы.
27 июня 1918 года вместе с группой священнослужителей был арестован.
16 декабря 1919 года снова был арестован, виновным в контрреволюционной деятельности себя не признал. Постановлением Пензенского ГубЧК от 26 мая 1920 года как «организатор и активный участник контрреволюционной организации „Пензенское братство православных христиан“» должен был быть выслан за пределы Пензенской губернии, но по состоянию здоровья ему позволили остаться под надзором в Пензе.
В 1921 году, после отъезда епископа Иоанна в Латвию, пострижен в монашество с именем Борис и хиротонисан во епископа Пензенского и Саранского. К этому времени ему исполнилось уже 64 года, — возраст, когда трудно вести наступательную борьбу, тем более что ещё в бытность кафедральным протоиереем он был морально раздавлен невзлюбившим его архиепископом Владимиром (Путятой).
По данным сводки ГПУ, при подготовке церковного раскола являлся сторонником патриарха Тихона.
В ноябре 1921 года рукоположил во диакона и в январе 1922 — во священника Михаила Соловьёва — будущего архиепископа Тихвинского Мелитона. 
В мае 1922 года он вновь был арестован. В тюрьме под давлением властей признал обновленчество и в особом воззвании призывал верующих подчиняться всем распоряжениям обновленческого «священноначалия».
6 июля 1922 года постановлением обновленческого ВЦУ уволен на покой.
Выйдя из заключения, присоединился к обновленческому «Союзу общин древлеапостольской церкви» (СОДАЦ). В его обязанность входило рукоположение представленных советом кандидатур.
29 апреля 1923 года участвовал в открытии обновленческого «Поместного собора», проходившего в Москве.
Жил и умер в сторожке при обновленческой церкви. Согласно некоторым источникам, находясь на смертном одре, раскаялся в переходе к обновленцам.
Скончался 2 сентября 1923 года, не воссоединившись с церковью.